# Saison 1994 de l'équipe cycliste Chazal-MBK-König
La saison 1994 de l'équipe cycliste Chazal-MBK-König est la troisième de cette équipe, lancée en 1992 et dirigée par Vincent Lavenu.

## Coureurs et encadrement technique

### Effectif
L'équipe est composée de 16 coureurs et 3 stagiaires,,.
| Cycliste             | Date de naissance | Nationalité | Équipe 1993                             |
| -------------------- | ----------------- | ----------- | --------------------------------------- |
| Miguel Arroyo        | 6 décembre 1966   | Mexique     | Subaru-Montgomery                       |
| Jean-Pierre Bourgeot | 25 novembre 1968  | France      | Chazal-Vetta                            |
| Gilles Bouvard       | 30 octobre 1969   | France      | VC Lyon-Vaulx-en-Velin (équipe amateur) |
| Éric Caritoux        | 16 août 1960      | France      | Chazal-Vetta                            |
| Pascal Chanteur      | 9 février 1968    | France      | Chazal-Vetta                            |
| Jimmy Delbove        | 7 octobre 1968    | France      | CM Aubervilliers (équipe amateur)       |
| Jean-Pierre Delphis  | 12 janvier 1969   | France      | Chazal-Vetta                            |
| Gérard Guazzini      | 11 septembre 1966 | France      | Chazal-Vetta                            |
| Arturas Kasputis     | 26 février 1967   | Lituanie    | (Amateur)                               |
| Jaan Kirsipuu        | 17 juillet 1969   | Estonie     | Chazal-Vetta                            |
| Oleg Kozlitine       | 22 septembre 1969 | Kazakhstan  | Chazal-Vetta                            |
| Martial Locatelli    | 31 juillet 1971   | France      | CC Etupes (équipe amateur)              |
| Christophe Manin     | 12 juillet 1966   | France      | Motorola                                |
| Fabrice Philipot     | 24 septembre 1965 | France      | Banesto                                 |
| Franck Pineau        | 27 mars 1963      | France      | Chazal-Vetta                            |
| Marco Vermey         | 11 juin 1965      | Pays-Bas    | VC Saint-Quentin (équipe amateur)       |
| Stagiaire            | Date de naissance | Nationalité | Équipe 1994                             |
| Christophe Mengin    | 3 septembre 1968  | France      | VS Anould (équipe amateur)              |
| Christophe Moreau    | 12 avril 1971     | France      | VC Lyon-Vaulx-en-Velin (équipe amateur) |
| Arnaud Prétot        | 16 août 1971      | France      | CC Etupes (équipe amateur)              |

### Encadrement
L'équipe est dirigée par Vincent Lavenu, Guy Brunot et Laurent Biondi.

## Bilan de la saison

### Victoires
L'équipe remporte 6 victoires ,,.
| Date       | Course                                                    | Pays   | Classe | Vainqueur        |
| ---------- | --------------------------------------------------------- | ------ | ------ | ---------------- |
| 1994       | 5e étape des Quatre jours de l'Aisne                      | France | Open   | Jaan Kirsipuu    |
| 1994       | 2e étape des Quatre jours de l'Aisne                      | France | Open   | Jaan Kirsipuu    |
| 1994       | 4e étape A des Quatre jours de l'Aisne (contre-la-montre) | France | Open   | Marco Vermey     |
| 26/05/1994 | 4e étape du Tour d'Armorique                              | France | 2.4    | Jaan Kirsipuu    |
| 20/06/1994 | 1re étape A de la Route du Sud (contre-la-montre)         | France | 2.4    | Arturas Kasputis |
| 27/08/1994 | 4e étape du Tour du Poitou-Charentes                      | France | Open   | Jaan Kirsipuu    |